# Piper PA-24 Comanche
Piper PA-24 Comanche är ett lågvingat fyrsitsigt Allmänflygplan tillverkat av Piper Aircraft mellan 1957 och 1972. Planet slutade tillverkas på grund av en översvämning i Pipers fabrik vilket gjorde att Piper valde att fokusera på att tillverka Piper PA-28 istället.